# George Bancroft
George Bancroft (Filadèlfia (Pennsilvània), 30 de setembre de 1882 - Santa Monica, (Califòrnia), 2 d'octubre de 1956) va ser un actor de cinema nord-americà, la carrera del qual va comprendre des del 1925 fins al 1956. Es va especialitzar en papers de malvat interpretant gàngster, polítics corruptes, malvats de western o taurons de Wall Street. Abans de James Cagney i Edward G. Robinson, Bancroft era l’actor més sol·licitat en les pel·lícules de gàngsters. Va ser nominat a l'Oscar al millor actor en la segona cerimònia dels Oscar.

## Biografia

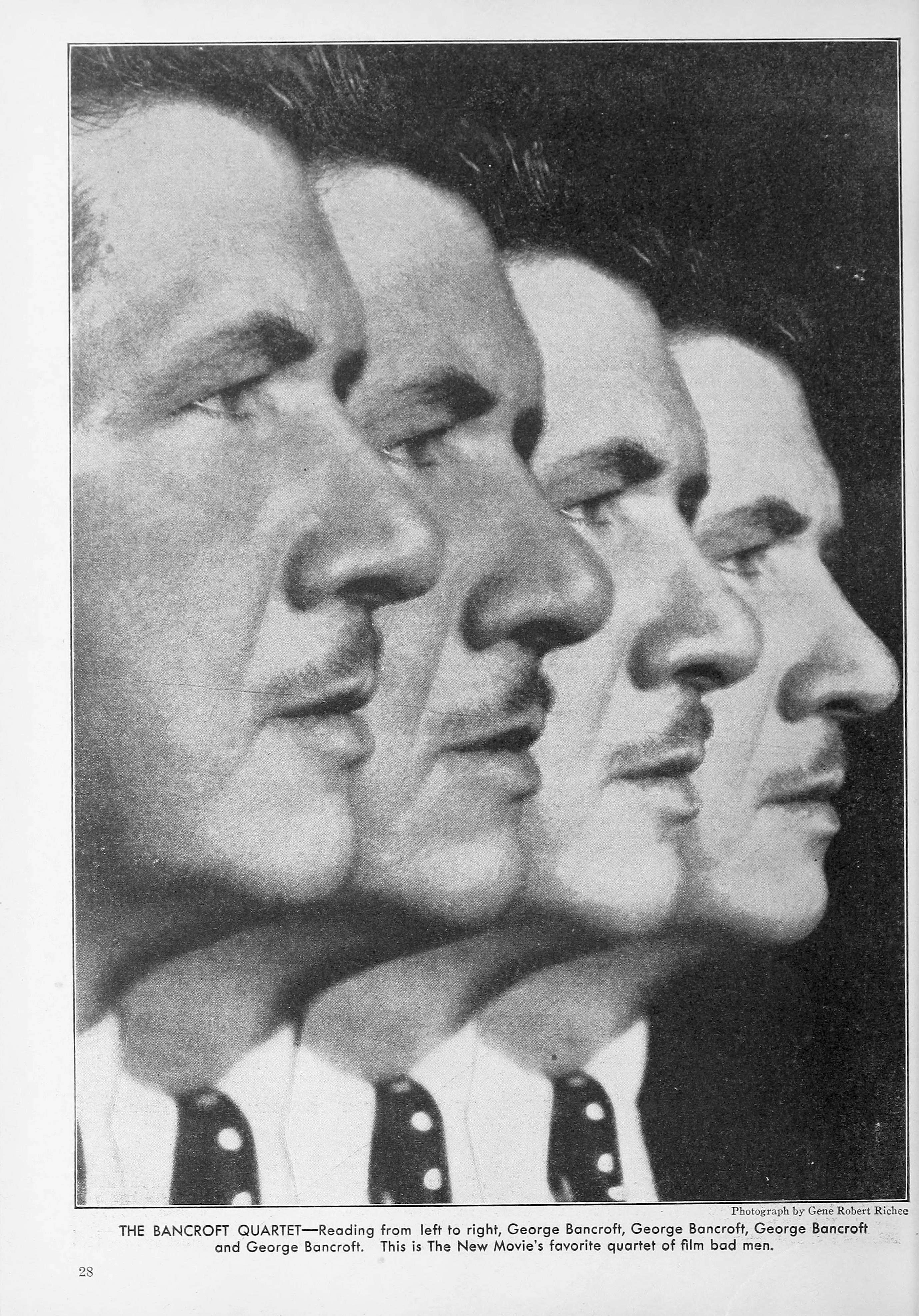
Foto promocional de l'actor

Bancroft va néixer a Philadelphia el 1882 i va assistir a l'Institut Tomes a Post Depost, Maryland. Després de treballar en vaixells de la marina mercant als 14 anys, Bancroft va servir a la marina de guerra. Durant la batalla de Cavite (1898), amb només 16 anys, va ser artiller. El 1900, va nedar sota el casc del cuirassat “Oregon” per comprovar l'abast dels danys després que toqués una roca a la costa de la Xina. Per això, va ser admès a l'Acadèmia Naval dels Estats Units, però la va trobar massa restrictiva per als seus gustos i la va abandonar a començar una carrera teatral.

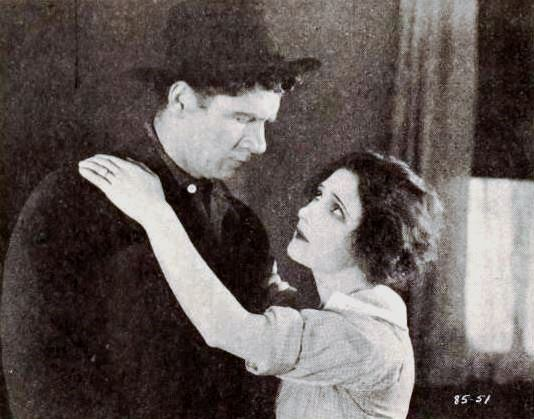
Fotograma de The Journey's End (1921) amb George Bancroft i Mabel Ballin

El 1901, Bancroft va començar a actuar en gires de diferents obres de teatre i interpretant protagonistes juvenils en comèdies musicals. Al vodevil, feia números de “blackface” i es feia passar per celebritats com Mark Twain, Ulysses S. Grant o Eddie Foy. Més endavant esdevení el partenaire actoral de l’actriu June Walker, amb qui realitzà una gira pels Estats Units amb l’obra “The Trail of the Lonesome Pine”. Els seus crèdits a Broadway inclouen les comèdies musicals Cinders (1923) i The Rise of Rosie O'Reilly (1923). En algun moment es va casar amb l'actriu Edna Brothers amb qui realitzaria una gira per Califòrnia on entraria en contacte amb la indústria cinematogràfica. Tres anys més tard, es va casar amb l'estrella de la comèdia musical Octavia Broske. Era el pare de l’actriu Anne Bancroft.

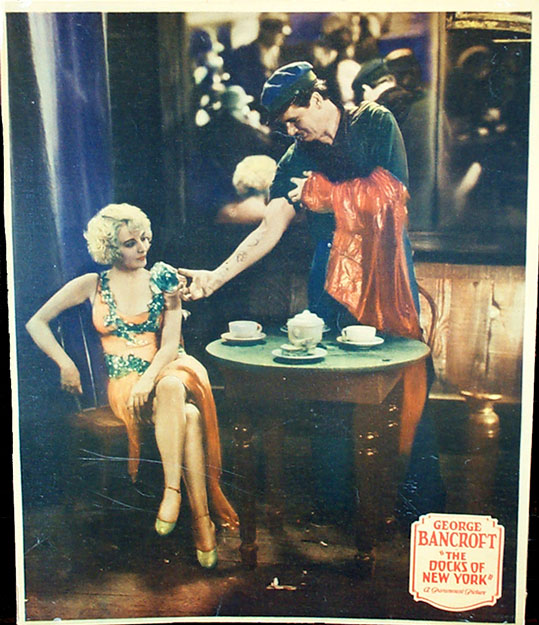
Postal de propaganda de la pel·lícula "The Docks of New York " amb Betty Compson i George Bancroft

A principis dels anys 1921 inicià la seva carrera com actor cinematogràfic tot i que el 1914 ja havia tingut una primera experiència a “Il Trovatore” (1914). Una de les seves primeres pel·lícules va ser "The Journey's End" (1921). Bancroft aparegué en diferents westerns en l’inici del gènere. El seu primer paper protagonista va ser al western "The Pony Express" (1925) dirigit per James Cruze, i l'any següent va tenir un paper secundari important en "Old Ironsides" (1926) al costat d’actors com Wallace Beery, Charles Farrell i Esther Ralston 
Després, a la Paramount va realitzar diferents pel·lícules del gènere negre sota da direcció de Josef von Sternberg com ara "Underworld" (1927) i “The Docks of New York” (1928). L’associació va culminar amb la seva nominació a l’Oscar al Millor Actor el 1929 pel seu paper a la pel·lícula "Thunderbolt". També va interpretar el paper protagonista a "The Wolf of Wall Street" (1929), estrenada just abans del crac del 29, i va aparèixer a la revista d'estrelles de la Paramount "Paramount on Parade" (1930) i "Blood Money" (1933) de Rowland Brown, censurada perquè els censors temien que la pel·lícula "podia incitar els ciutadans respectuosos de la llei al crim". Bancroft havia gaudit de la seva carrera professional. en pel·lícules mudes i cap de les seves primeres pel·lícules sonores en què va interpretar el protagonisme va tenir el mateix impacte.
El 1934, Edna Brothers, la seva primera esposa, el va demandar, al·legant que mai s'havien divorciat. Dos anys més tard, el cas es va resoldre i Brothers va obtenir el divorci. Aquell any Bancroft havia passat a ser un actor secundari, tot i que encara va aparèixer en clàssics com "Mr. Deeds Goes to Town" (1936) amb Gary Cooper, "Angels with Dirty Faces" (1938) amb James Cagney i Humphrey Bogart, ''Each Dawn I Die(1939) amb Cagney i George Raft, i "Stagecoach" (1939) de John Ford, amb John Wayne i Thomas Mitchell. El 1942, va deixar Hollywood per ser ramader a temps complet. El 2 d'octubre de 1956, Bancroft va morir a Santa Monica als 74 anys, després de passar tres setmanes malalt. Va ser enterrat allà al Woodlawn Memorial Cemetery.

## Filmografia
- The Journey's End (1921)
- The Prodigal Judge (1922)
- Driven (1923)
- Teeth (1924)
- The Deadwood Coach (1924)
- Code of the West (1925)
- The Rainbow Trail (1925)
- The Pony Express (1925)
- The Splendid Road (1925)
- The Enchanted Hill (1926)
- Sea Horses (1926)
- The Runaway (1926)
- Old Ironsides (1926)
- White Gold (1927)
- Too Many Crooks (1927)
- Underworld (1927)
- Tell It to Sweeney (1927)
- The Rough Riders (1927)
- The Showdown (1928)
- The Drag Net (1928)
- The Docks of New York (1928)
- The Wolf of Wall Street (1929)
- Thunderbolt (1929)
- The Mighty (1929)
- Paramount on Parade (1930)
- Ladies Love Brutes (1930)
- Derelict (1930)
- Scandal Sheet (1931)
- Rich Man's Folly (1931)
- The World and the Flesh (1932)
- Lady and Gent (1932)
- Blood Money (1933)
- Elmer and Elsie (1934)
- Hell-Ship Morgan (1936)
- Mr. Deeds Goes to Town (1936)
- Wedding Present (1936)
- A Doctor's Diary (1937)
- John Meade's Woman (1937)
- Racketeers in Exile (1937)
- Submarine Patrol (1938)
- Angels with Dirty Faces (1938)
- Stagecoach (1939)
- Each Dawn I Die (1939)
- Espionage Agent (1939)
- Rulers of the Sea (1939)
- Green Hell (1940)
- Young Tom Edison (1940)
- When the Daltons Rode (1940)
- North West Mounted Police (1940)
- Little Men (1940)
- Texas (1941)
- The Bugle Sounds (1942)
- Syncopation (1942)
- Whistling in Dixie (1942)